# Георги Чалбуров
Георги Киряков Чалбуров е български търговец и общественик. Народен представител в XXIV и XXV обикновено народно събрание на България.

## Биография
Чалбуров е роден през 1896 година в ксантийското село Кръстополе, тогава в Османската империя. Завършва Одринската българска гимназия „Д-р Петър Берон“, след което се записва в Робърт колеж в Цариград. Изучава и тютюнопроизводството.
По време на Първата световна война служи в Десети пехотен родопски полк. След войната семейството му се премества в Пловдив, а по-късно – в Хасково.

### Търговска и индустриална дейност
През 1921 – 1927 година Чалбуров е директор на монополното търговско обединение „Консорциум за тютюна“, изнасящо тютюн за повече от 100 млн. лв. годишно. До 1933 година е директор на голямата фирма за износ на тютюн „Тодор Д. Кършев и сие“. В 1933 година регистрира своя търговска фирма – „Георги Чалбуров“, която изкупува тютюни главно в Старозагорско, Кърджалийско, Харманлийско и Свиленградско. В своята дейност Георги Чалбуров е подпомаган от брат си Тодор. Фирмата му поддържа търговски отношения с партньори в Германия, Египет, Палестина, Швейцария, Дания, Унгария, Австрия и други страни. Отваря два манипулационни склада в Хасково и един – в Кърджали. След военновременното включване на част от Беломорието в българска територия през 1941 година Чалбуров открива свои складове и в Ксанти, Кавала и Гюмюрджина.
От 1940 година е член на Управителния съвет на Съюза на тютюнотърговците, а през 1942 г. е председател на Акционния комитет по износа на суров тютюн на листа. Избран е и за действителен член на Пловдивската търговско-индустриална камара, както и за председател на Тютюнотърговския съюз в България и за член на Централния комитет на Търговския съюз – София. Председател е и на Хасковския околийски търговски синдикат.

### Обществено-политическа дейност
Георги Чалбуров, както и брат му Тодор, членува в Тракийската организация и подпомага финансово нейната дейност. Избиран е за председател на Тракийската организация в Хасково. Дарител е на Комитета Свободна Тракия, както и на отделни бежански семейства. Отделя средства за църкви, както и за завършването на паметника на загиналите във войните в Кърджали (1939). Съдейства за електрификацията и благоустрояването на Хасково. Благодетел е на сиропиталища и женски благотворителни дружества 
Чалбуров е народен представител в XXIV обикновено народно събрание (1938 – 1939) с мандат от Хасково и в XXV обикновено народно събрание (1940 – 1944) с мандат от Крумовград.
След Деветосептемврийския преврат от 1944 г., на 17 септември 1944 г. Георги Чалбуров е арестуван и по-късно заедно с още 109 народни представители е съден от т.нар. Народен съд. Осъден е на доживотен затвор и конфискация на имуществото. По-късно присъдата му е намалена и е освободен, но до 1959 година е предимно в лагери – в трудововъзпитателното общежитие в с. Ножарово и в лагера „Белене“. Умира през 1960 година.